# Renee Gracie
Renee Gracie (Brisbane, 1995. január 5. –) ausztrál autóversenyző, pornószínésznő.

## Pályafutása

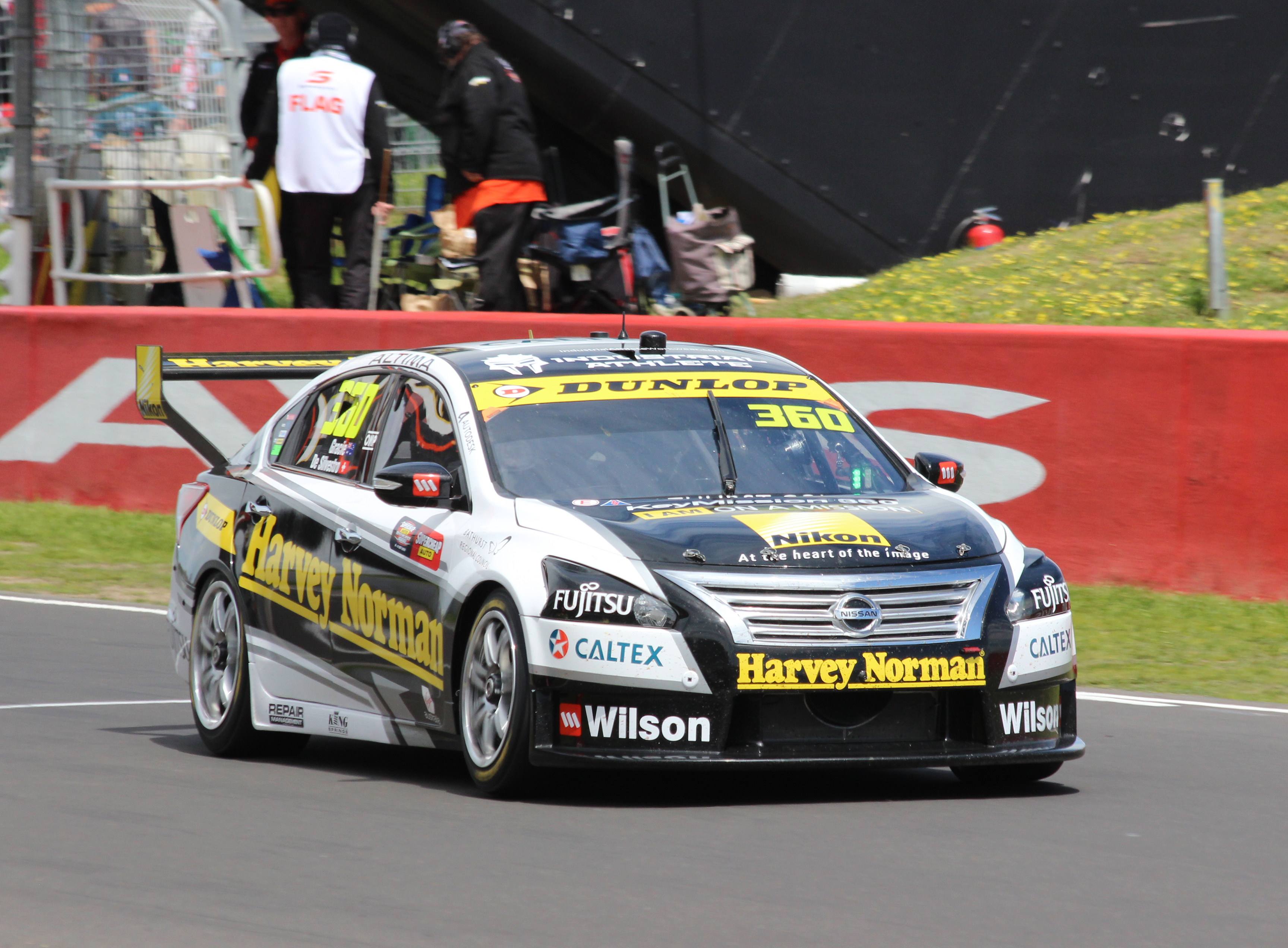
Renee Gracie a 2016-os Bathurst 1000-es versenyen

### 2013–2014
Sikeres gokart-pályafutását követően 2013-ban és 2014-ben a Porsche Carrera Cup ausztrál bajnokságában versenyzett. 2013-ban ő lett az első nő, aki rajthoz állt a versenysorozatban. 

### 2015
2015-ben a Supercars-sorozatban indult a Paul Morris Motorsport csapat tagjaként. Ő lett az első nő, aki szerepet kapott a versenysorozatban. Első szezonja végén 634 pontjával a bajnokság 18. helyén végzett, legjobb eredménye egy 12. hely volt.
2015. augusztus 19-én bejelentették, hogy Simona de Silvestro csapattársa lesz és egy Ford FG X Falcon volánja mögött fog vezetni, a Prodrive Racing Australia csapatának színeiben a Bathurst 1000-es versenyen. Melinda Price és Kerryn Brewer 1998-as szereplését követően ez volt az első alkalom, hogy egy csapat két női versenyzővel állt fel a rajtrácsra a verseny során.

### 2016
2016-ban második szezonját teljesítette a Supercars-sorozatban, ugyancsak a Paul Morris Motorsport csapat versenyzőjeként és ebben az évben is indult a Bathurst-on, újból Simona de Silvestróval párban, egy a Nissan Motorsport által nevezett Nissan Altima 33-ast vezetve. A versenyen a 14. helyen végeztek.

### 2017
2017-ben már harmadik idényét teljesítette a bajnokságban, ezúttal már a Dragon Motor Racing versenyzőjeként. Tizenhét futamon indult, mindössze egyszer tudott az első tíz között végezni, és miután anyagi forrásai nem tették lehetővé, hogy a továbbiakban is rajthoz álljon, az idény utolsó részére csapata Jordan Boyst ültette a helyére.

## Eredményei

### Összefoglaló
| Szezon | Versenysorozat                          | Csapat                           | Verseny | Győzelem | Pole pozíció | Leggyorsabb kör | Pont  | Helyezés |
| ------ | --------------------------------------- | -------------------------------- | ------- | -------- | ------------ | --------------- | ----- | -------- |
| 2012   | Aussie Racing Cars Super Series         | Aussie Racing Cars               | 4       | 0        | 0            | 0               | 38    | 31.      |
| 2013   | Porsche Carrera Cup                     | McElrea Racing                   | 19      | 0        | 0            | 0               | 173,5 | 19.      |
| 2014   | Porsche Carrera Cup                     | McElrea Racing                   | 22      | 0        | 0            | 0               | 322.5 | 15.      |
| 2015   | V8 Supercars Dunlop Series              | Paul Morris Motorsport           | 16      | 0        | 0            | 0               | 634   | 18.      |
| 2015   | International V8 Supercars Championship | Prodrive Racing Australia        | 1       | 0        | 0            | 0               | 84    | 54.      |
| 2016   | Supercars Dunlop Series                 | Paul Morris Motorsport           | 15      | 0        | 0            | 0               | 594   | 20.      |
| 2016   | International V8 Supercars Championship | Nissan Motorsport                | 1       | 0        | 0            | 0               | 126   | 54.      |
| 2017   | Dunlop Super2 Series                    | Dragon Motor Racing Image Racing | 17      | 0        | 0            | 0               | 534   | 23.      |

### Super2 Series
(Táblázat értelmezése)

(Félkövér: pole-pozícióból indult; dőlt: leggyorsabb kört futott) 

| 2015 | Paul Morris Motorsport           | Ford FG Falcon      | 55 | ADE 21 | BAR 16 | WIN 21 | TOW 20 | QLD 20 | BAT 19 | HOM 14 |     | 18. | 634 |
| 2016 | Paul Morris Motorsport           | Ford FG Falcon      | 98 | ADE 22 | PHI 22 | BAR 19 | TOW 15 | SAN 12 | BAT    | HOM 12 |     | 19. | 594 |
| 2017 | Dragon Motor Racing Image Racing | Holden VF Commodore | 98 | ADE 12 | SYM 19 | PHI 20 | TOW 12 | SYD 19 | SAN    | BAT    | NEW | 23. | 534 |

## A pornóiparban
2020-ban Gracie az OnlyFans nevű fizetős oldalra töltött fel magáról előbb pornográf tartalmú fényképeket, majd videókat. Mint nyilatkozta, az autóversenyzés már nem hozza lázba, valamint így sokkal több pénzt kereshet és nem bánta meg döntését. Korábbi rajongóitól rengeteg kritikát kapott, míg a Supercars versenysorozat irányítói elhatárolódtak korábbi versenyzőjüktől.